# Réserve naturelle de Måstadfjellet
La réserve naturelle de Måstadfjellet est une réserve naturelle norvégienne et un site ramsar sur l'île de Værøya dans la commune de Værøy, comté du Nordland. 
La réserve est principalement constituée de l'ouest de l'île de Værøy. la réserve a une superficie de 2.87 km², dont 0.817 km² en mer. Elle fait partie des îles Lofoten.
La partie sud-ouest de la Værøy est une importante zone de nidification pour les oiseaux de mer. Autour de l'ensemble cette zone, on compte un grand nombre d'oiseaux des falaises : macareux, mouettes tridactyles, petits pingouins et guillemots. Dans une moindre mesure, fulmar boréal et cormoran huppé. La baie de Måstadvika est un lieu important pour l'arrivée des oiseaux de mer, en particulier les macareux moines au printemps. En plus des espèces habituelles d'oiseaux des falaises, on trouve également des espèces comme le goéland argenté, goéland marin, goeland cendré huîtrier pie, et guillemot à miroir. Il y a également dans les environs plusieurs sites de reproduction pour les rares rapaces de la région. 
La réserve naturelle de Måstadfjellet est frontalière avec la zone protégée de  Måstadfjellet. En 2013, les deux zones ont été inscrites ensemble sur la liste des sites Ramsar en Norvège.

## Liens externes

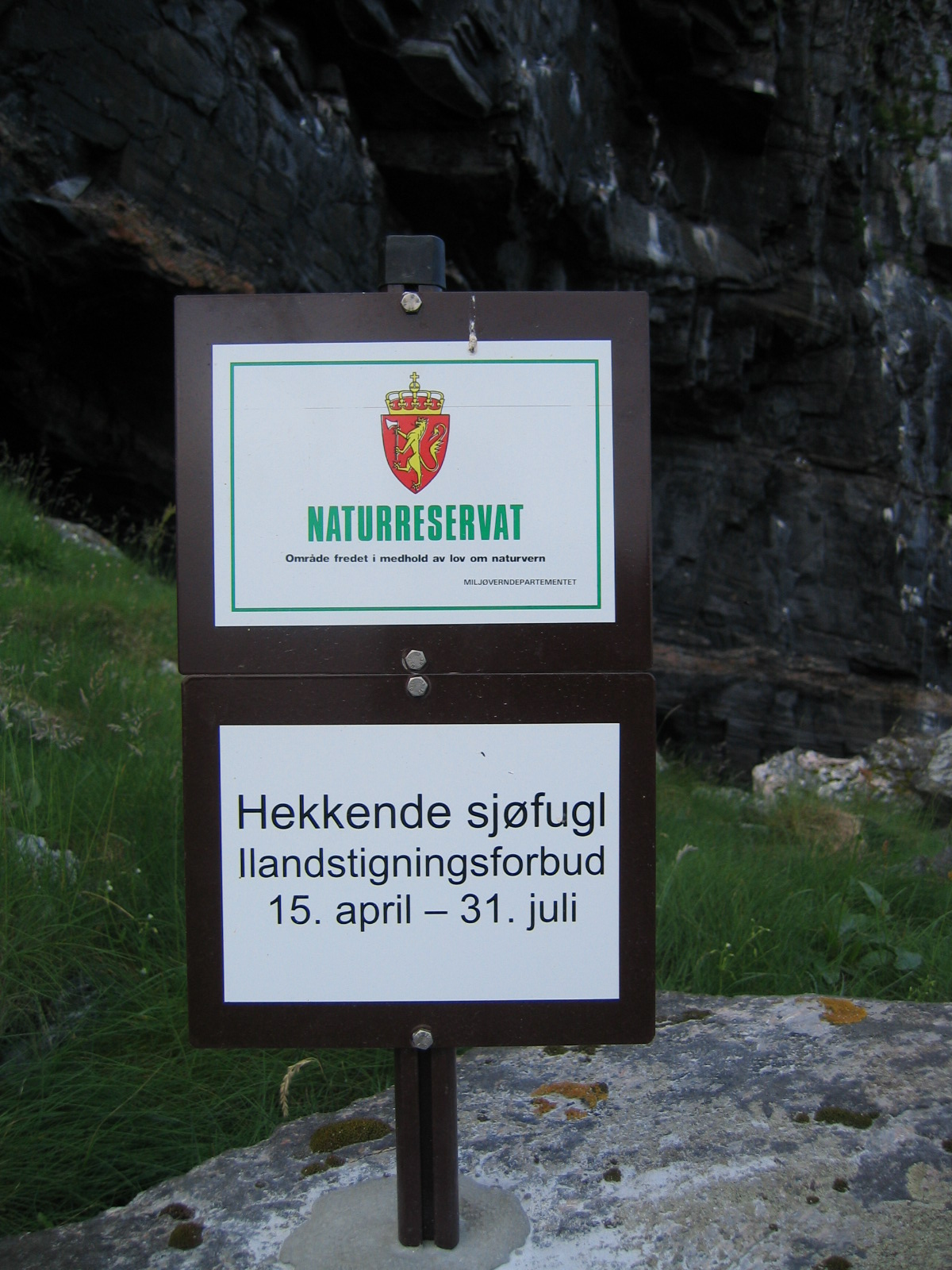
Pancarte située à l'entrée de la réserve naturelle indiquant qu'il est formellement interdit d'y entrer du 15 avril au 31 juillet.